# Michaela Polleres
Michaela Polleres (15 de julho de 1997) é uma judoca austríaca, medalhista olímpica.

## Carreira
Polleres esteve nos Jogos Olímpicos de Verão de 2020 em Tóquio, onde participou do confronto de peso médio, conquistando a medalha de prata em disputa contra a japonesa Chizuru Arai.